# Diagnosztika
A diagnosztika az élet legkülönbözőbb területein végrehajtott hibafeltárás.

## Alkalmazási területek

### Ipari anyagvizsgálat

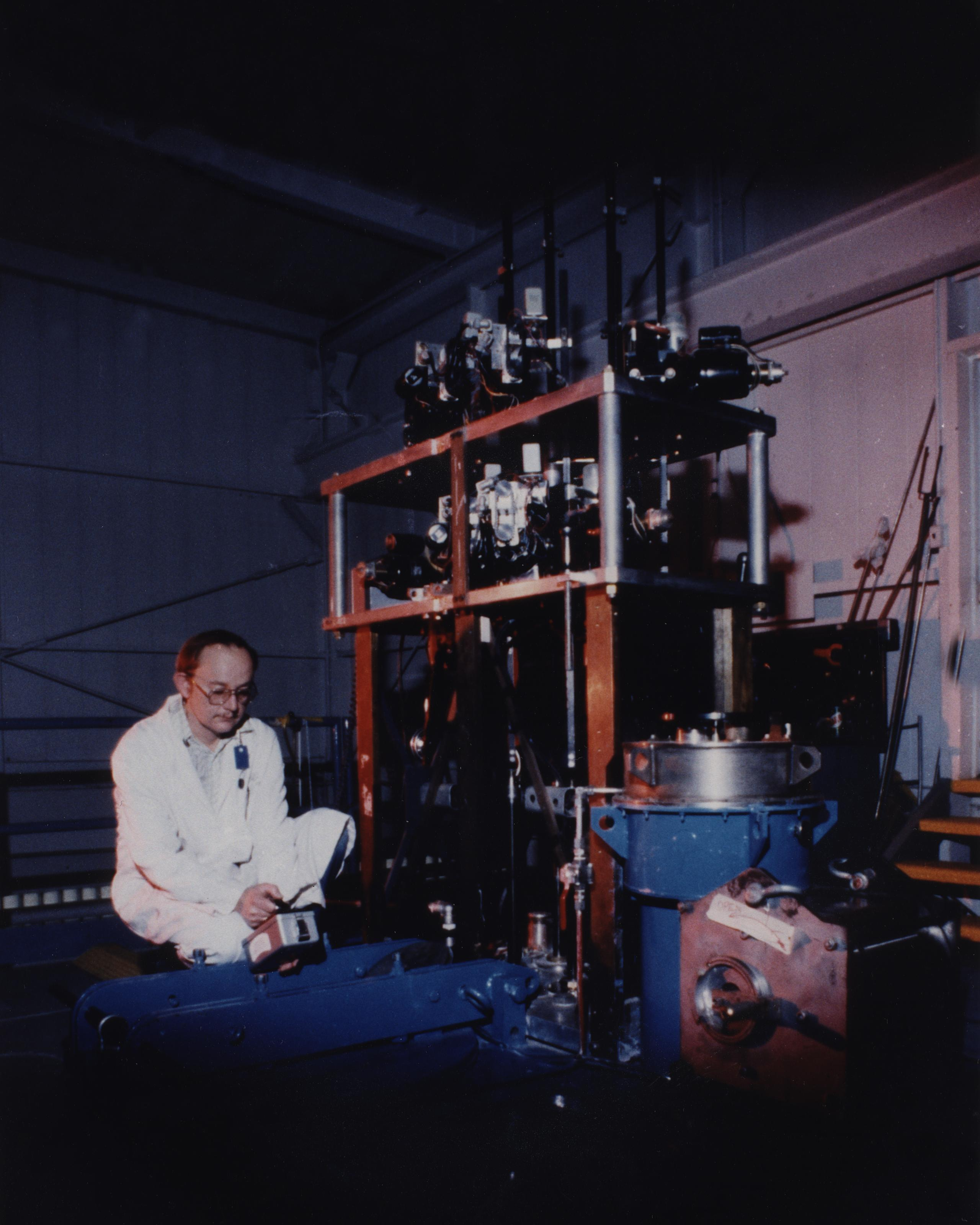
Neutronsugárzással működő anyagvizsgáló

- festékdiffúziós anyagvizsgálat repedések, zárványok felfedezésére
- izotópos, radioaktív anyagvizsgálat
- kamerás-hőkamerás anyagvizsgálat
- mágneses anyagvizsgálat
- neutronbesugárzásos anyagvizsgálat
- röntgensugárzással történő anyagvizsgálat
- ultrahangos anyagvizsgálat (fémek, sajtok stb.)

### Orvosi-fiziológiai diagnosztika
- röntgensugaras átvilágítás

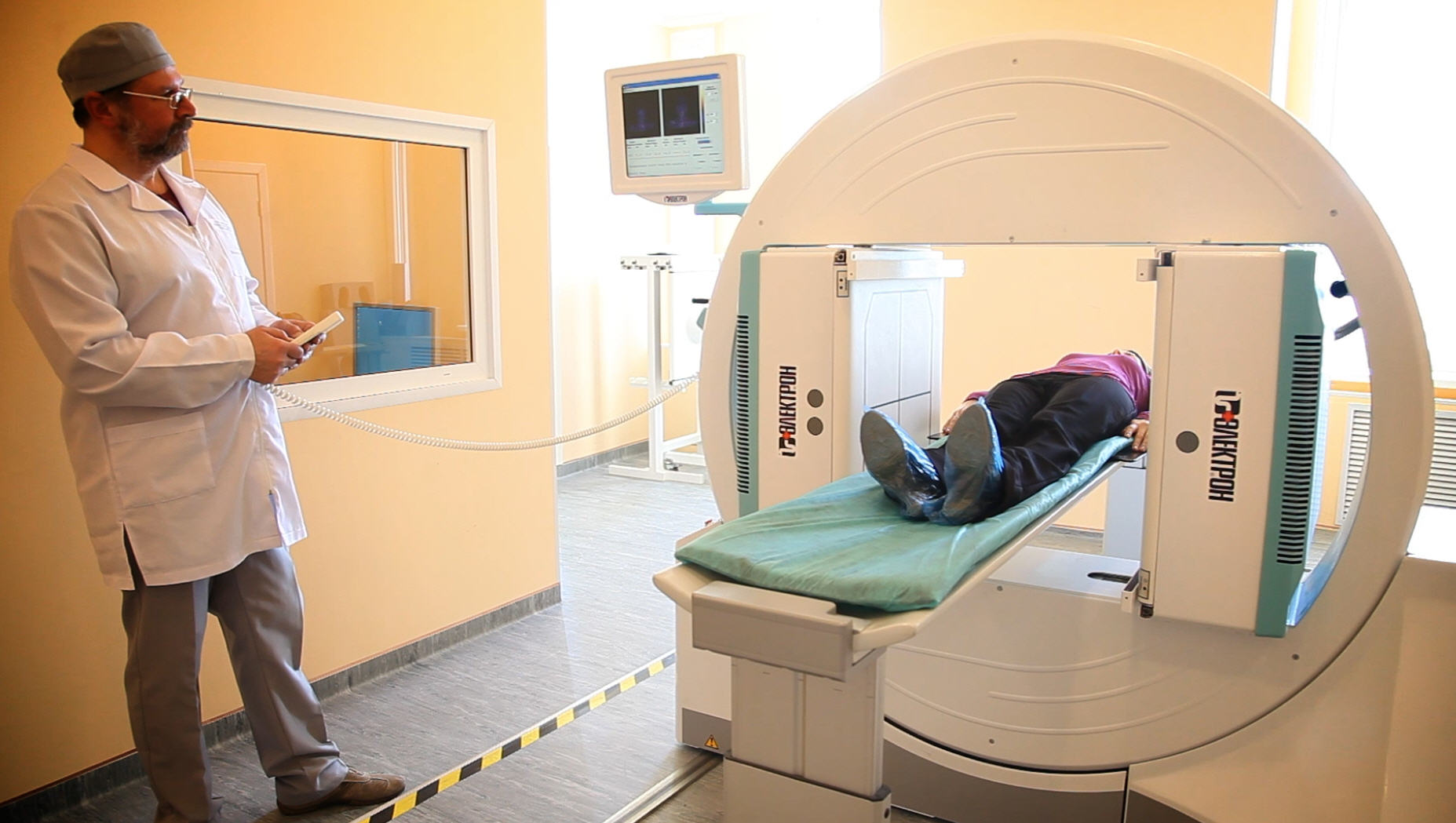
Izotópos vizsgálat

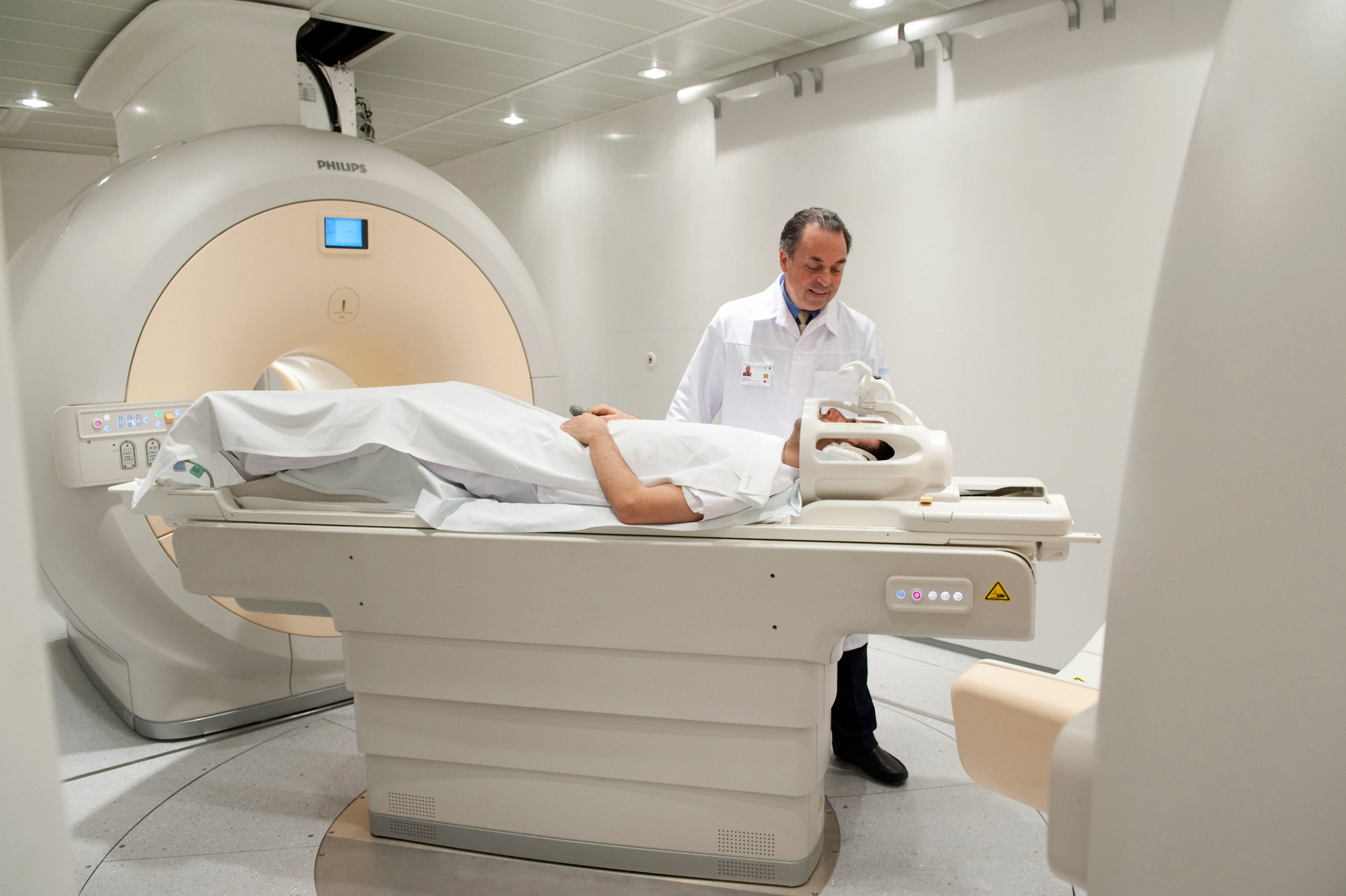
Előkészület MRI-vizsgálatra

  - mellkasi ernyőképátvilágítás, tuberkulózis-, szív-tüdőanatómiai- és daganatszűrés
  - csontszerkezet vizsgálata: törések, született vagy szerzett deformitások, műtéti eredmények képi megjelenítése
  - izotópos vizsgálat
  - kontrasztanyagos angiográfia (érvizsgálat)
  - műtét alatti eszközpozicionálás ellenőrzése
  - Komputertomográfia (CT) szöveti rétegvizsgálat „szeletelő átvilágítással”
- Ultraszonográfia belső szöveti vizsgálat
- Mágnesesrezonancia-képalkotás (MRI) a szervezet hidrogénatomjainak gerjesztésével történő rétegvizsgálat
- GMP-diagnosztika beszédélettani vizsgálat
- hőkamerás lázmérés